# Brull
Brull (en catalán y oficialmente El Brull) es un municipio de Cataluña, España. Pertenece a la provincia de Barcelona, y está localizado en la comarca de Osona. Corresponde al partido judicial de Vich.

Localización de Brull en la comarca de Osona

## General
El pueblo de Brull se localiza en la comarca catalana de Osona, que pertenece a la provincia de Barcelona. La localidad está situada justo a la entrada del parque natural del Montseny. Aunque es un núcleo de escasa población, disfruta de una gran extensión de terreno, mayoritariamente dedicada al cultivo de verduras, cereales, etc. 
La población goza de una localización privilegiada; está justo en la parte superior de un valle formado por la montaña del Matagalls y del Pla de la Calma. Se encuentra a una altitud de unos 800 m sobre el nivel del mar, lo que da unos planos fotográficos de la zona dignos de ver, divisando en el horizonte, por una parte los Pirineos y por la otra, Montserrat y La Mola; llegándose a ver la sierra litoral de Barcelona.

## Demografía
Brull cuenta con una población de 293 habitantes (INE 2024).
| Gráfica de evolución demográfica de Brull entre 1842 y 2021 |
| |
| Población de derecho según los censos de población del INE. Población de hecho según los censos de población del INE.En este censo se denominaba Brull y Castaña: 1842. |

## Economía
La tasa de paro es del 5,32% (0,00% en hombres y 13,89% en mujeres).

## Patrimonio

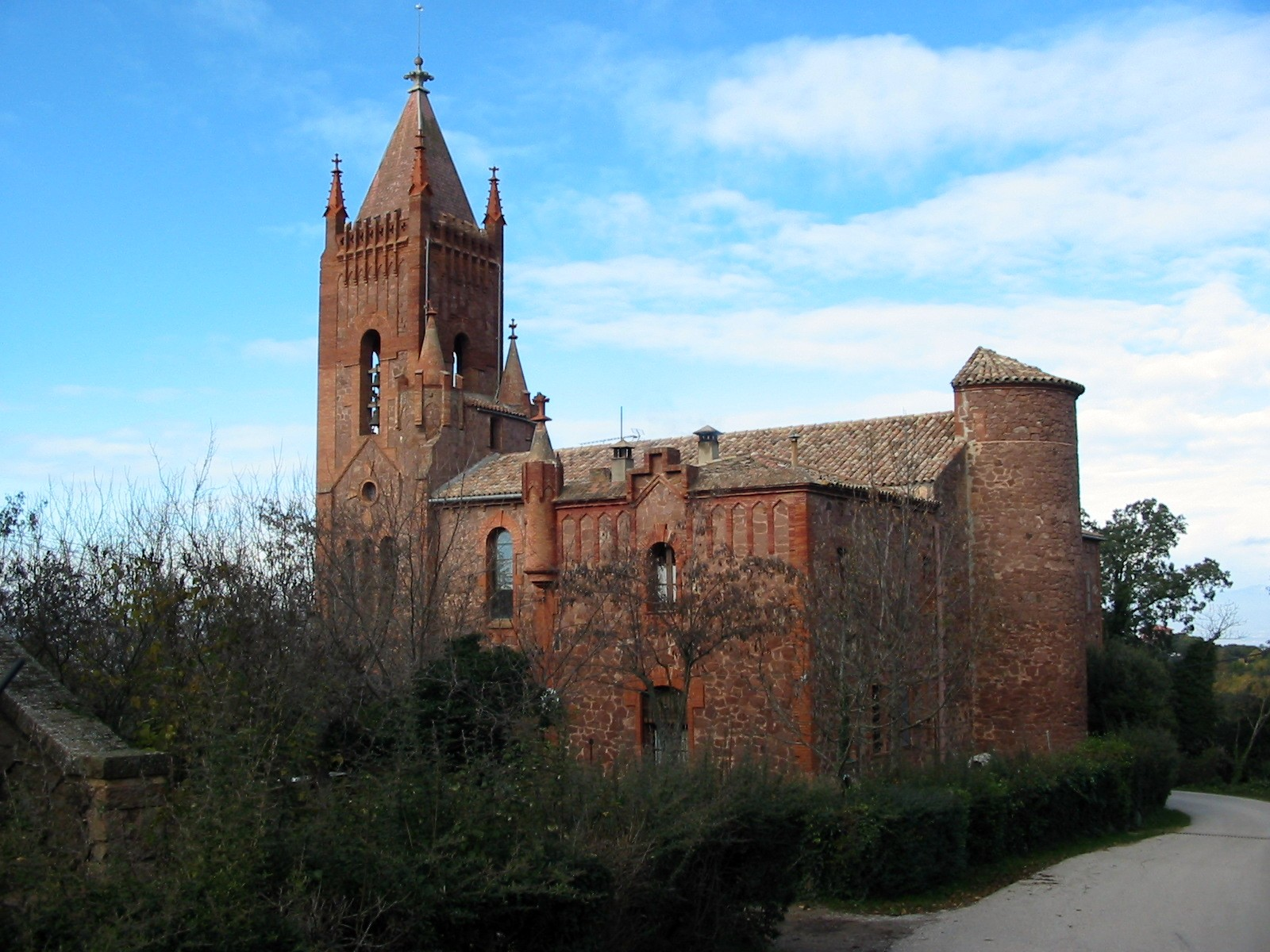
Mas Can Casademunt, exsanatorio antituberculoso entre 1930 y 1956, posteriormente convento

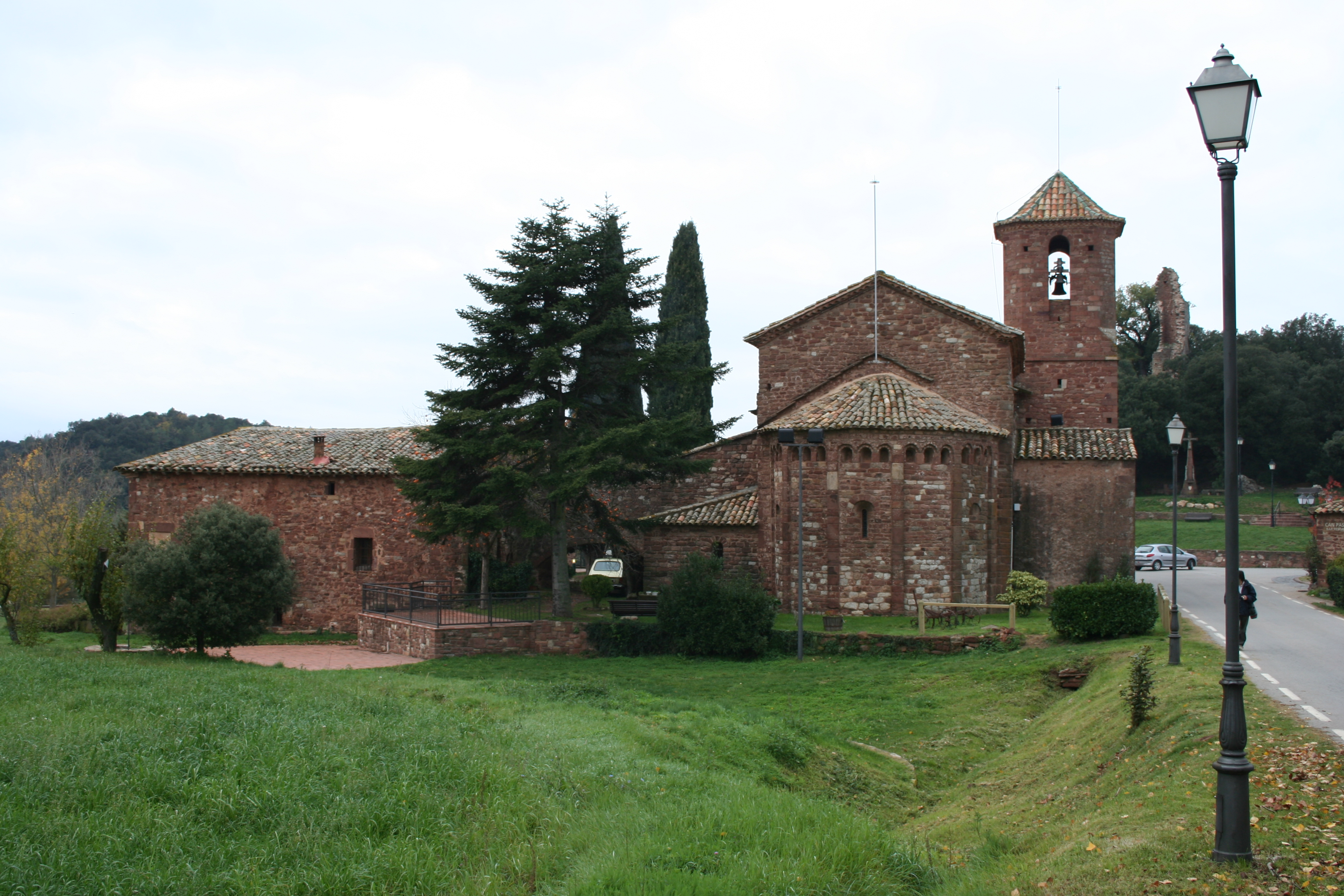
Iglesia de San Martín

- Iglesia de San Martín del Brull, románica del siglo XI.
- Sanatorio de Brull, situado en el más Can Casademunt.
- Castillo de Brull, declarado bien de interés cultural desde el 8 de noviembre de 1988.
- Castillo de Sala, declarado bien de interés cultural desde el 8 de noviembre de 1988.
- Murallas de Montgrós, declarado bien de interés cultural desde el 8 de noviembre de 1988.
- Ruinas prehistóricas: un monolito con un altar al lado.

## Política

### Elecciones municipales 2003
| Partido Político    | Votos | Porcentaje | Concejales |
| ------------------- | ----- | ---------- | ---------- |
| Brull Unit          | 93    | 60,4       | 4          |
| Convergència i Unió | 53    | 34,4       | 1          |

### Alcaldía
| Periodo   | Nombre                                                  | Partido    |
| --------- | ------------------------------------------------------- | ---------- |
| 2003-2007 | Josep Muntal Rovira                                     | Brull Unit |
| 2007-2011 | Ferran Teixidó Turner                                   | Brull Unit |
| 2011-2015 | Ferran Teixidó Turner                                   | Brull Unit |
| 2015-2019 | Ferran Teixidó Turner                                   | Ara Brull  |
| 2019-2023 | Ferran Teixidó Turner (2019-2022) Pere Medina Serrahima | Ara Brull  |